# Nowosiółki (rejon krzemieniecki)
Nowosiółki  (ukr. Новосілка) – wieś na Ukrainie  w obwodzie tarnopolskim, w rejonie krzemienieckim.